# Жена у мени
Жена у мени (енгл. The Woman in Me) је мемоар америчке певачице Бритни Спирс. Издат је 24. октобра 2023. за издавачку кућу Gallery Books. Књига је преведена на 26 језика. Приповедачица аудио-књиге је Мишел Вилијамс.
Добила је позитивне рецензије критичара. У року од седмице од објављивања у САД, књига је постала бестселер Њујорк тајмса, продавши 1,1 милион примерака у свим форматима. Од јануара 2024. продата је у више од два милиона примерака у САД, а процењује се да је у тиражу од три милиона примерака широм света. Године 2024. најављена је филмска адаптација у режији Џона М. Чуа.

## Радња
У јуну 2021. године цео свет је слушао обраћање Бритни Спирс суду. Када је коначно проговорила и изнела истину, неоспорно је оставила дубок утисак и тиме променила свој живот и животе безброј других људи. У књизи Жена у мени она први пут износи појединости о невероватном путу који је превалила — и снази која лежи у сржи личности једне од највећих звезда у историји поп музике.